# فرودگاه جزایر کاسوس
فرودگاه جزایر کاسوس (به انگلیسی: Kassos Island Public Airport) یک فرودگاه با کد یاتا KSJ است که یک باند فرود آسفالت دارد و طول باند آن ۹۸۲ متر است. این فرودگاه در کشور یونان قرار دارد و در ارتفاع ۱۱ متری از سطح دریا واقع شده است.

## شرکت‌های هواپیمایی و مقصدهای پروازی
| شرکت‌های هواپیمایی | مقصدهای پروازی                      |
| ----------------- | ----------------------------------- |
| Sky Express       | ملی جزیره کارپتاس (PSO), رود (PSO), |